# Max Grünbaum (Orientalist)
Max Grünbaum (geboren am 12. August 1817 als Maier Grünbaum in Seligenstadt; gestorben am 11. Dezember 1898 in München) war ein deutscher Literaturhistoriker, Orientalist und Hebraist. Er befasste sich vor allem mit neuhebräischer und arabischer Sagenkunde sowie mit jiddischer und jüdisch-spanischer Literatur. Deren vormoderne Texte erschloss er als einer der Ersten mit den Methoden der Textkritik und machte sie durch Transkription und Übersetzung einer breiteren Leserschaft zugänglich.

## Leben

### Stationen

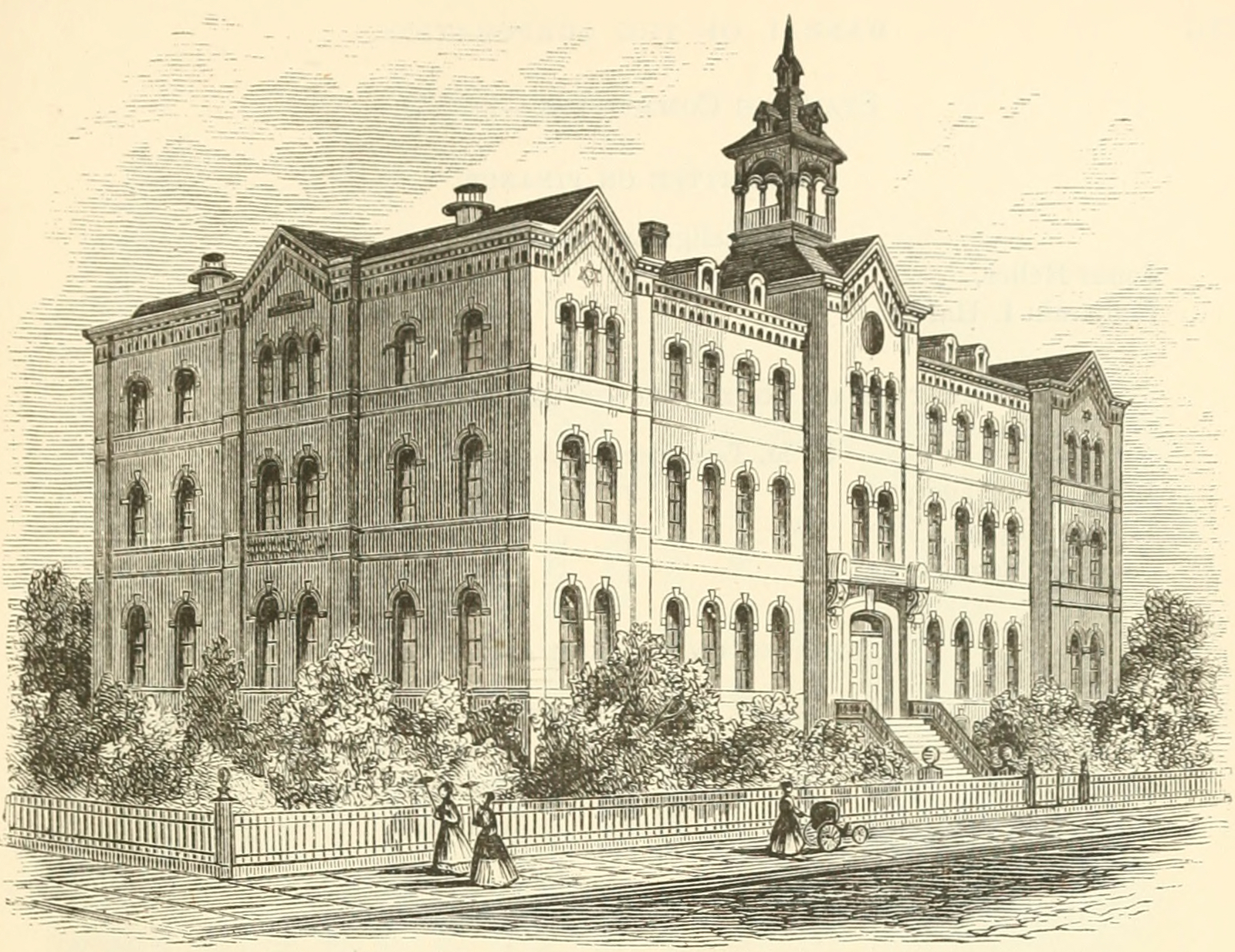
Das jüdische Waisenhaus von New York, westlich der Third Avenue, 1870

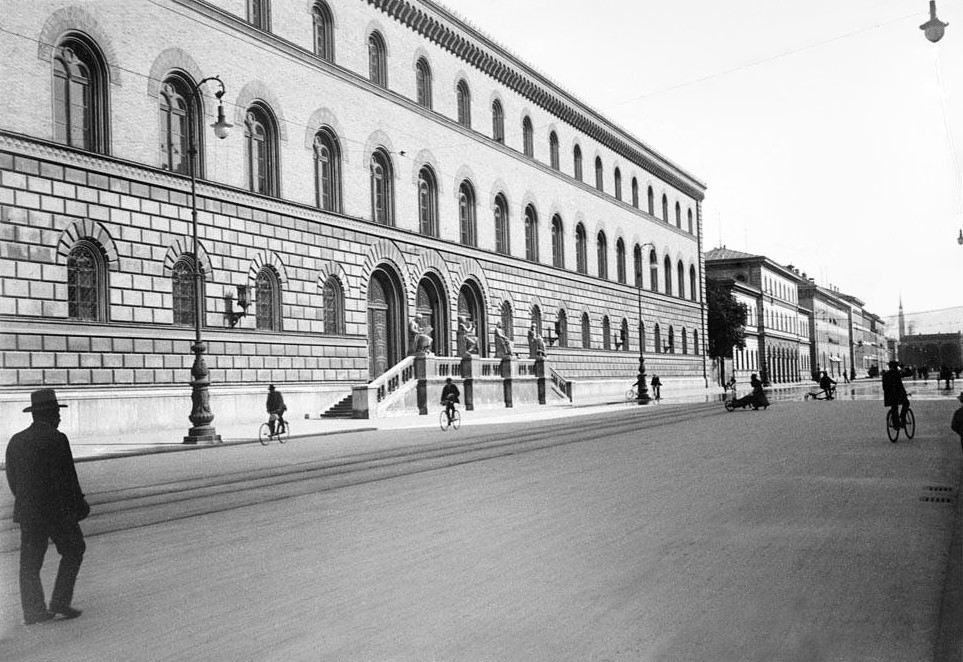
Hof- und Staatsbibliothek München, zwischen 1880 und 1912

Max Grünbaum war der Sohn des Kaufmanns Nathan Grünbaum und dessen Frau Golde. In Mainz besuchte er das Gymnasium. Aus finanziellen Gründen konnte er sein Studium der Philosophie und Philologie erst im Jahr 1841 aufnehmen. An der Universität Gießen widmete er sich insbesondere der israelitischen Theologie und den semitischen Sprachen, unter anderem bei Moriz Carrière. Seine philosophischen Studien setzte er 1843 und 1844 an der Universität Bonn fort. In Bonn betrieb er zudem jüdisch-rabbinische Privatstudien. Examen und Promotion sind nicht belegt.
Bereits seit Ende der 1830er Jahre finanzierte er seinen Lebensunterhalt als Hauslehrer bei wohlhabenden jüdischen Familien, zum Beispiel in Ungarn, Amsterdam, London, Triest und Wien. 1857 wurde er Mitglied der Deutschen Morgenländischen Gesellschaft, in deren Zeitschrift er seit 1862 regelmäßig publizierte. Im Jahr darauf emigrierte er in die USA und arbeitete bis 1870 als Instruktor im Hebrew Orphan Asylum in New York, einem jüdischen Waisenhaus, das er von 1865 bis 1867 als Superintendent leitete. Dort lernte er seine Ehefrau, die wohl aus Unterfranken stammende Betty Lichtenstein (gest. nach 1898), kennen. Mit ihr übersiedelte er anschließend nach München, wo Grünbaum in kargen Verhältnissen als Privatgelehrter lebte. Das Ehepaar wohnte in der Schleißheimer Straße.
In dieser Münchner Zeit verfasste Grünbaum den Großteil seiner wissenschaftlichen Veröffentlichungen – zahlreiche Aufsätze und mehrere Monographien –, die auf intensive Studien der reichhaltigen Bestände in der Hof- und Staatsbibliothek zurückgehen, die er nahezu täglich aufsuchte. Deren hebräische Abteilung wurde von ihm neu katalogisiert. Aus Krankheitsgründen lebte er seit 1892 zurückgezogen. Er starb am 11. Dezember 1898 und wurde auf dem israelitischen Friedhof beigesetzt. Seine Bibliothek, die einige alte hebräische Drucke enthielt, vermachte er dem Verein für jüdische Literatur und Geschichte in München.

### Freundeskreis
Mit dem einflussreichen Publizisten und Politiker Ludwig Bamberger war Grünbaum seit früher Jugend freundschaftlich verbunden. Bamberger kennzeichnete ihn als einen „meiner ältesten Jugendfreunde, der in den Anfängen meiner Entwickelung sehr stark in meine Gedankenwelt eingriff“. Er leistete einen wesentlichen Druckkostenzuschuss für die postum geplante Publikation der Gesammelten Aufsätze Grünbaums, starb aber wenig später. Grünbaums langjähriger Freund Maximilian von Wilmersdörffer ermöglichte schließlich die Veröffentlichung im Jahr 1901, die von Felix Perles herausgegeben wurde. Wilmersdörffer war bereits die Jüdisch-deutsche Chrestomathie von 1882 gewidmet. Als Freunde genannt werden ferner Ludwig Fränkel und Cossmann Werner. Der Münchner Orientalist Fritz Hommel würdigte Grünbaum in einem Nachruf: „Auch bei christlichen Gelehrten wird sein Andenken als das eines verehrungswürdigen jüdischen Weisen, eines in unserer nivellirenden  Zeit immer seltener werdenden Typus, stets hochgehalten werden.“

### Selbstzeugnis
Zeitgenossen beschreiben Grünbaum als einen überaus genügsamen und weltscheuen, aber geistreichen und humorvollen Menschen mit „einem enttäuschungs- und entsagungs-, zuletzt schmerzensvollen Leben“, das einer „Irrfahrt“ geglichen habe. Mit den Versen aus Childe Harold’s Pilgrimage von Lord Byron, die er an anderer Stelle auf das gesamte jüdische Volk bezogen hatte, verglich er sein eigenes Dasein:

“Whose bark drives on
 And anchored ne’er will be.”

„Doch auf dem Strom der Ewigkeit daher
 treibt manches Schiff und treibt, und ankert nimmermehr.“

## Schaffen

### Sagenkunde
Grünbaums Veröffentlichungen zur Sagenkunde erschienen seit 1862 in der Zeitschrift der Deutschen Morgenländischen Gesellschaft. Die Beiträge zur vergleichenden Mythologie aus der Hagada (1877) ragen mit einem Umfang von fast 180 Seiten heraus. Diese Schrift hob Hommel in seinem Nachruf als „besonders wichtig“ hervor und unterstrich damit Grünbaums Expertise auf dem Gebiet der Aggada. Grünbaum geht darin unter anderem folgenden mythologischen Stoffen und Motiven nach: Salomon, Schamirsage, gefallene Engel, Goldenes Zeitalter, Entstehung der Götterverehrung, Dämonologie, böser Blick, Beschwörungsformeln, Leviathan, Solstitialfeste, Erfindung der Feuerbereitung, Tekutatropfen, Narthex. Die Neuen Beiträge zur semitischen Sagenkunde (1893) beschreiben eine Reihe biblischer Figuren und deren Bedeutung in jüdischen, christlichen und muslimischen Legendenerzählungen. Wilhelm Bacher urteilte: „Diese neuen Beiträge werden im Vereine mit den früheren Arbeiten Grünbaum’s stets ein reiches Repertorium der Sagenkunde bilden, besonders was die auf die Agada zurückzuführenden Stoffe betrifft.“ Moniert wird jedoch ein oft umständlicher Stil und eine ausladende Art der Darstellung, die das Textverständnis erschwere.

### Jüdisch-deutsche Literatur

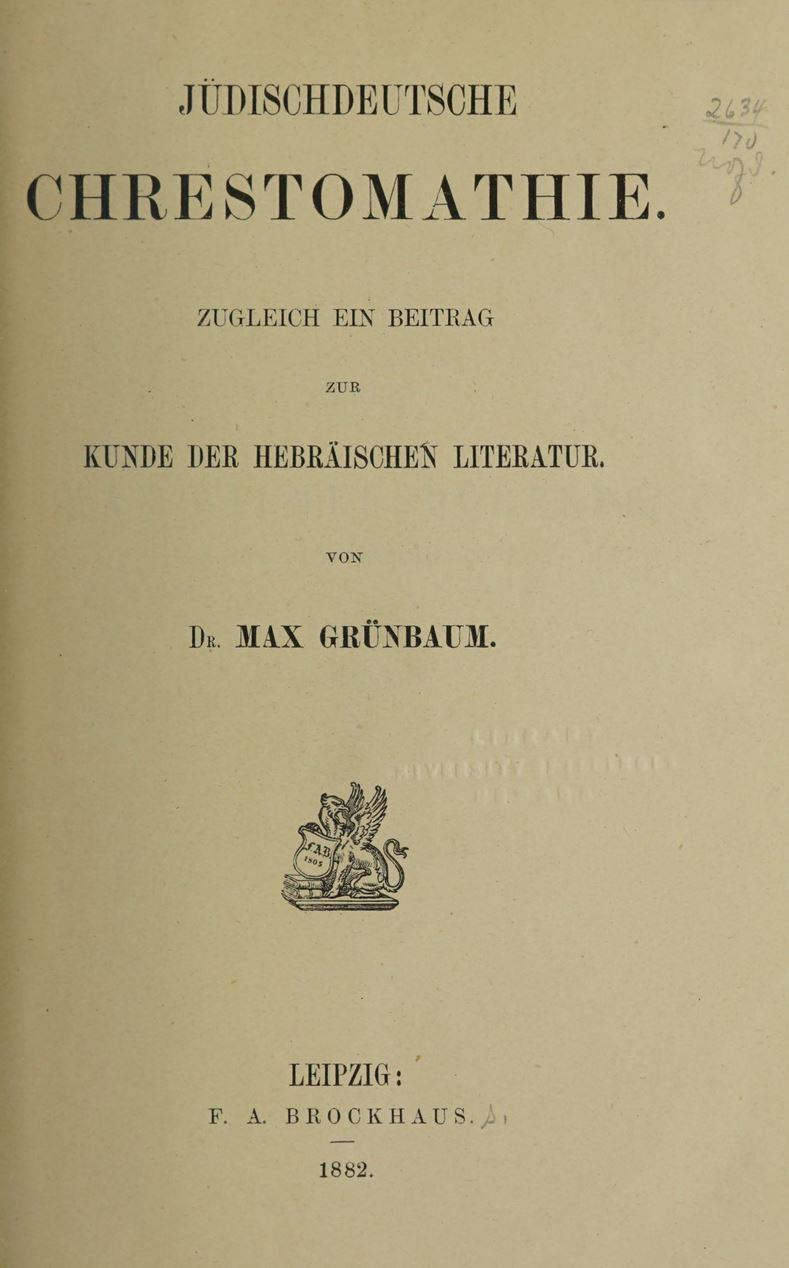
Jüdischdeutsche Chrestomathie von Max Grünbaum, 1882, Titelseite

Die Jüdisch-deutsche Chrestomathie ist mit fast 600 Seiten Grünbaums umfangreichstes Werk. Dabei wurde nur die erste Hälfte gedruckt, weil sich für die Publikation der kompletten Studie kein Verleger fand. Grünbaum selbst hatte vorgeschlagen: „Das Buch ist zwar mein rechtmäßiges Kind; nichtsdestoweniger sage ich: ‚Schneidet es in zwei Theile!‘“ Darin stellt Grünbaum überblicksartig jiddische Übersetzungen der Bibel und anderer religiöser Texte zusammen, gibt etymologische Worterläuterungen und transkribiert ausgewählte Passagen in die lateinische Schrift. In dieser frühen Transkription für eine (akademische) Leserschaft, die der hebräischen Schrift nicht mächtig war, liegt das Verdienst der Chrestomathie, die als „das erste Werk seiner Art […] zu einem unentbehrlichen Hilfsmittel für das Eindringen in dieses schwerzugängliche Schrifttum“ geworden sei. Diese frühe Einschätzung wurde im Jahr 2017 bestätigt: “He can be considered one of the first, if not the first, to engage with the editing of pre-modern Yiddish literature in its own right.” (Diana Matut, deutsch: „Er kann als einer der ersten, wenn nicht gar als der erste gelten, der sich mit der Edition der vormodernen jiddischen Literatur beschäftigte.“) Gleichwohl wurden die Beschränkung auf religiöse Texte, die fehlende Erschließung durch ein Register sowie Mängel in den Worterklärungen teils scharf kritisiert. Tatsächlich konnte Grünbaum kein Jiddisch sprechen – im Gegensatz zu seinem Hauptkritiker, Leo Wiener, der 1899 eine eigene Studie zur jiddischen Literatur im 19. Jahrhundert vorlegte – und kompensierte dies durch seine profunden Kenntnisse der Sprachen Vorderasiens und West- und Mitteleuropas. Grünbaums Perspektive auf die jüdische Literatur im Allgemeinen und die jiddische im Besonderen mag seinen Forschungsdrang erklären: Auf dem Gebiet der Literatur zeige sich die wahre Gestaltungs- und Schaffenskraft der Juden.

„Wie zur Culturgeschichte der Juden, so ist die jüdisch-deutsche Literatur gleichzeitig auch ein Beitrag zur Geschichte derselben. Eine Geschichte der Juden im gewöhnlichen Sinne des Wortes existirt eigentlich nicht. Die Geschichte eines Volkes oder eines Mannes erzählt, was das Volk oder der Mann gethan, hier aber wird immer nur erzählt, was mit den Juden geschah; es ist eine Passionsgeschichte. […] Nur auf Einem Gebiete kann von einer jüdischen Geschichte die Rede sein – auf dem der Literatur. Hier sind wirkliche res gestae zu verzeichnen, hier ist in der That Activität, die zu der anderweitigen Leidensgeschichte einen ebenso merkwürdigen wie erfreulichen Gegensatz bildet. Von beiden aber, von der schriftstellerischen Thätigkeit sowol wie von der Leidensgeschichte gibt auch die jüdischdeutsche Literatur Kunde.“

### Jüdisch-spanische Literatur
Kurz bevor Grünbaum sein 80. Lebensjahr erreicht hatte, erschien die Jüdisch-spanische Chrestomathie, die mit rund 160 Seiten erheblich kürzer ausfällt, aber durch die religiösen, didaktischen und humoristischen Schriften ein breiteres Spektrum an Textsorten enthält. Grünbaums Zusammenstellung jüdisch-spanischer Texte stellt im Vergleich zu seiner ersten Chrestomathie eine noch größere Pionierarbeit dar: „Bis zum Jahre 1896 wussten die Romanisten überhaupt kaum von der Existenz eines solchen Schrifttums, geschweige denn von der hohen Bedeutung, die dasselbe für ihr Fach nach der litterarhistorischen wie nach der grammatischen und lexikalischen Seite hatte.“ (Felix Perles) Ein wesentlicher Grund war, dass auch das Ladino in hebräischer Schrift geschrieben wird. Grünbaum transkribierte zentrale Passagen ausgewählter Texte, versah sie mit Wort- und Sacherläuterungen und stellte intertextuelle Bezüge her. Dabei ging er nun erheblich prägnanter vor als in der Jüdisch-deutschen Chrestomathie und fügte auch ein Register bei. In Grünbaums Arbeiten zu den jüdisch-deutschen und jüdisch-spanischen Literaturen wurde sein größtes Verdienst gesehen:

„Durch letztere haben übrigens Sprache und Litteratur der beiden Völker des Abendlands, wo die israelitischen Wanderer am festesten Wurzel geschlagen und eine wechselseitige Befruchtung veranlaßt haben, vielfältige Aufklärung erfahren: diejenigen der Deutschen und der Spanier.“

## Schriften
- Beiträge zur vergleichenden Mythologie aus der Hagada. In: Zeitschrift der Deutschen Morgenländischen Gesellschaft. Band 31, 1877, S. 183–359 (uni-halle.de).
- Jüdisch-deutsche Chrestomathie. Zugleich ein Beitrag zur Kunde der hebräischen Literatur. F.A. Brockhaus, Leipzig 1882, urn:nbn:de:hebis:30:1-141623.
- Mischsprachen und Sprachmischungen (= Sammlung gemeinverständlicher wissenschaftlicher Vorträge. Band 473). Carl Habel, Berlin 1885. hdl:2027/uc1.aa0004143012
- Neue Beiträge zur semitischen Sagenkunde. E. J. Brill, Leiden 1893, urn:nbn:de:hebis:30:1-182120.
- Die jüdisch-deutsche Litteratur in Deutschland, Polen und America. Sigmund Mayer, Trier 1894. hdl:2027/hvd.hnk6qu
- Jüdisch-spanische Chrestomathie. J. Kauffmann, Frankfurt am Main 1896, urn:nbn:de:hebis:30:1-125072.
- Felix Perles (Hrsg.): Gesammelte Aufsätze zur Sprach- und Sagenkunde von Max Grünbaum. S. Calvary & Co., Berlin 1901, urn:nbn:de:hebis:30:1-105061.